# Karlbergare
Plectranthus verticillatus kallad karlbergare eller svensk murgröna är en kransblommig växtart som först beskrevs av Carl von Linné d.y., och fick sitt nu gällande namn av George Claridge Druce. Plectranthus verticillatus ingår i släktet malbuskar, och familjen kransblommiga växter. Inga underarter finns listade i Catalogue of Life.

## Historia
När makarna Gustaf och Elisabeth Karlberg från Sverige i början av 1930-talet bodde i Sydafrika blev de förtjusta av den där så väl vilt växande som odlade växten. Paret fick genom kontakt med stadsträdgårdsmästaren i Johannesburg skott av växten som Elisabeth Karlberg tog med sig tillbaka till Sverige. Karlberg gav ett växtskott till en släkting i Göteborg som sedan drev upp och förökade växten. Plantor av växten skänktes sedermera till Trädgårdsföreningen i Göteborg.
Tidningen Husmoderns blomsterklubb uppmärksammade den vid tiden ännu relativt okända växten inför Mors dag 1946, vilket bidrog starkt till att öka dess popularitet. Botanikern Vivi Laurent-Täckholm föreslog att växten skulle kallas Karlbergia på svenska, vilket senare ändrades till Karlbergare.

## Bildgalleri

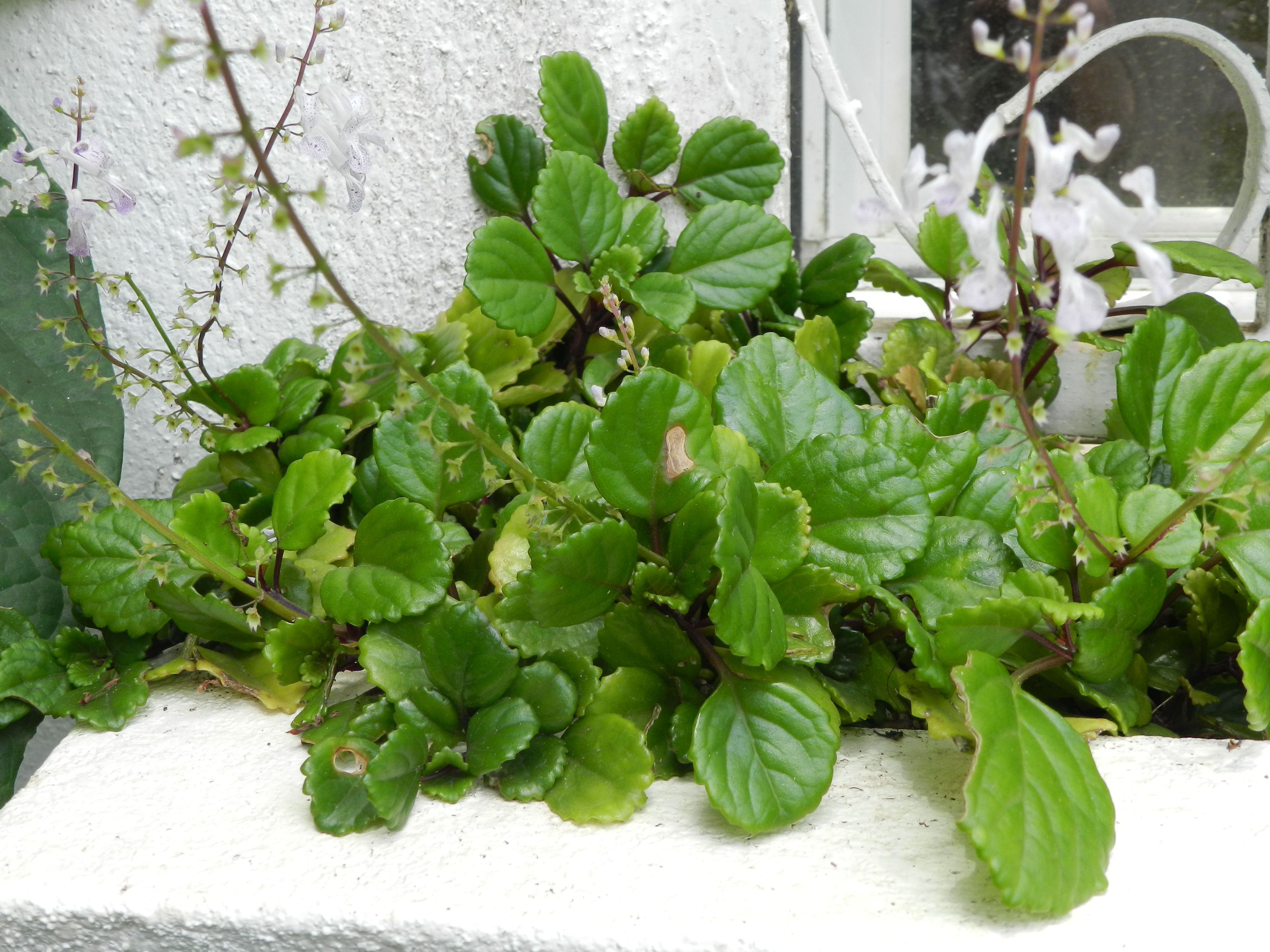
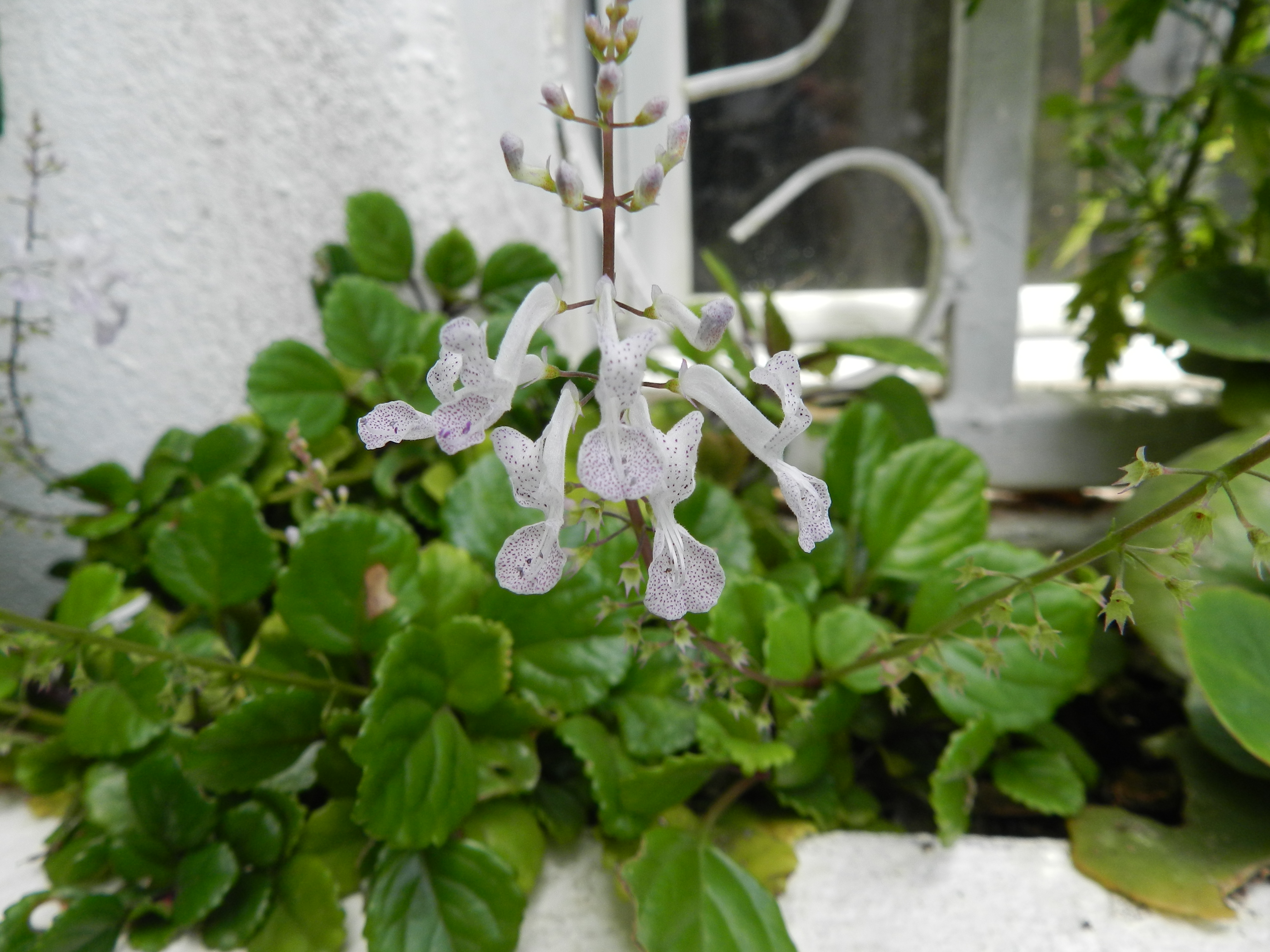
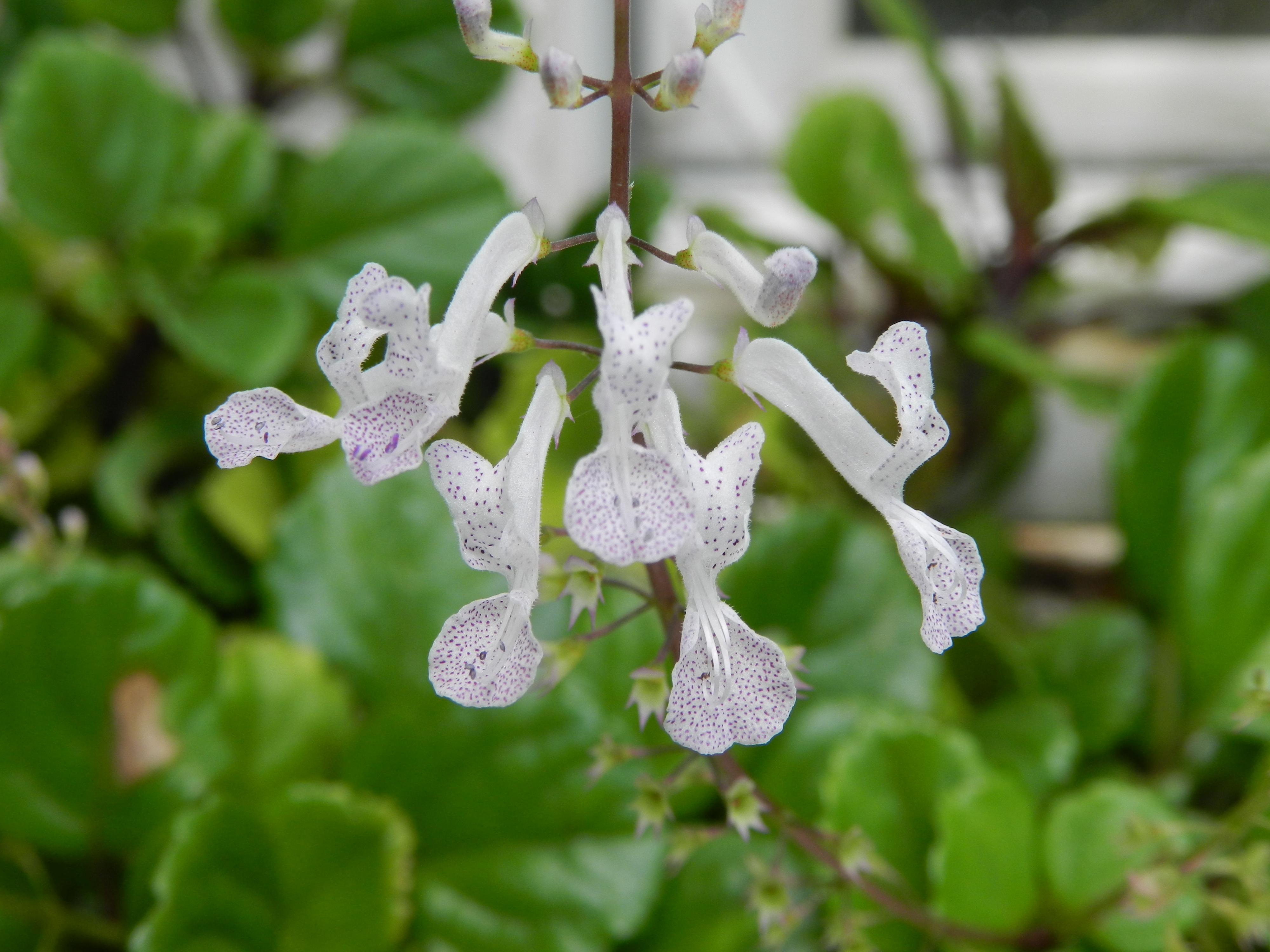